# Luisito. Una storia d'amore
Luisito. Una storia d'amore è un romanzo scritto da Susanna Tamaro e pubblicato per Rizzoli nel 2008.

## Trama
Anselma è una anziana maestra ormai in pensione rimasta vedova dopo un matrimonio poco felice e vive da sola un'esistenza grigia. Durante una serata d'estate, mentre sta ritornando a casa, sente uscire da un cassonetto dei rifiuti un verso strano, «Krak». Attraversata la strada e preso un vecchio manico di scopa ritorna così indietro e cautamente si mette a rovistare tra la spazzatura.
Scostando un cartone di latte vuoto vede con meraviglia un pappagallo, che chiamerà Luisito, dai colori splendenti ma con l'aria un po' stanca: "Le palpebre erano un po' calate e la testa leggermente incassata nelle spalle, se spalle si possono chiamare quelle di un pappagallo". Senza esitare, avvoltolo nel suo grembiule, lo raccoglie e lo porta nel suo appartamento. Mentre cerca uno scatolone che sapeva riposto nello sgabuzzino dove sistemare provvisoriamente l'animale squilla il telefono e la donna si accorge che sono già le dieci. A telefonarle è la figlia che si trova in vacanza ma Anselma sbriga la telefonata velocemente intanto sa che Giulia e Massimiliano, i suoi due figli, la chiamano solamente per sentirsi la coscienza a posto, e non per vero affetto "da anni la chiamavano a quell'ora (ora in cui la tariffa drasticamente cala) e lo facevano a settimane alterne, senza mai sbagliare un turno". Sistemato il pappagallo nel grosso scatolone, al quale ritaglia un buco per fargli uscire la testa, gli dà da bere e da mangiare e infine, stanca, va a dormire. Durante la notte sogna tante cose del passato e soprattutto la sua compagna di banco all'istituto magistrale, Luisita, con la quale discuteva dei valori della vita.
La presenza di Luisito, che si dimostra un compagno affettuoso e intelligente, rallegra le giornate di Anselma alla quale ritorna il desiderio di vivere. Ma Luisito, proprio il giorno che si viene a scoprire che è una femmina, aveva infatti depositato un uovo, viene sequestrata perché risulta appartenere ad una specie rara proveniente dalle foreste del Sud America e la donna cade in profonda depressione. Ha comunque la forza di chiedere consiglio ad un avvocato che le suggerisce di affrontare la questione legalmente e ad Anselma ritorna il vecchio spirito combattivo che la rende pronta ad affrontare qualunque battaglia. Nel frattempo le arriva una lettera dal Centro Tutela Fauna selvatica, che si trova in mezzo agli Appennini, con la quale le viene comunicata la possibilità di andare a trovare una volta al mese gli animali sequestrati.
Anselma prende così il treno e si reca al Centro ma prova un grande dolore nel vedere che il suo amato pappagallo è sofferente e sta per morire. "La povera Luisito, o quello che rimaneva di lei, stava su un trespolo vicino al muro. Teneva una zampa raccolta e del suo splendido piumaggio non restava ormai che una minima traccia: il collo era nudo come quello di un condor e il resto del corpo non era in condizioni migliori. Solo le ali e la coda mantenevano una minima dignità". Quando Anselma chiede che cosa gli è stato fatto la guardia le spiega che quasi tutti i pappagalli, quando arrivano al Centro, si strappano le piume e restano nudi. Anselma capisce che questo avviene per la disperazione e che per guarire la sola cura è quella dell'amore.
La vita ritorna così per la donna nuovamente priva di senso tanto da farle decidere che la cosa migliore sarebbe stata farla finita e mentre attende il treno che dovrebbe condurla a casa pensa che "morire lì, subito, senza indugio....non doveva essere così difficile, sarebbe bastato chiudere gli occhi e saltare al momento giusto" ma mentre il treno sta arrivando alza gli occhi per salutare il cielo e tra le nuvole vede qualcosa che velocemente si muove verso di lei. È Luisito. "Anselma allora unì le mani in segno di ringraziamento e poi spalancò le braccia per accoglierlo... «Krok krok krok» le mormorò Luisito all'orecchio, con l'intimità di sempre. «Krok krok» rispose Anselma, sprofondando il naso nel suo glabro sterno, mentre le lacrime riprendevano a bagnarle il volto."

## Edizioni
- Susanna Tamaro, Luisito. Una storia d'amore, Rizzoli, 2008, ISBN 978-88-17-02111-1.